# Liestal
Liestal és un municipi del cantó de Basilea-Camp (Suïssa), cap del districte de Laufen.

## Personatges il·lustres
- Carl Spitteler (1845-1924), escriptor, Premi Nobel de Literatura de l'any 1919.